# 男と女の詩
『男と女の詩』（おとことおんなのうた、La bonne année）は1973年のフランス・イタリアの恋愛映画。
監督はクロード・ルルーシュ、出演はリノ・ヴァンチュラとフランソワーズ・ファビアンなど。
カンヌの高級宝石店の襲撃を計画中のプロの犯罪者と骨董品店の女性主人の大人の洒脱な恋を描いたラブサスペンスである。
1987年にハリウッドで『恋する大泥棒』（監督：ジョン・G・アヴィルドセン、主演：ピーター・フォーク）としてリメイクされている。

## ストーリー
宝石店に強盗に入った罪で6年間収監されていたシモンが新年の特赦で釈放される。しかし、それはシモンの共犯者と盗まれた宝石の行方を追うための警察の罠だった。そんな警察の思惑を見抜いていたシモンは尾行をかわして恋人フランソワーズに会いに行く。フランソワーズは不在だったが、彼女に既に新しい恋人がいることを知ったシモンは、馴染みの店に行き、フランソワーズとの出会いを思い出す。
6年前、シモンは相棒のシャルロと宝石店を狙った強盗計画を立てていた。緻密且つ周到な準備を進める中、シモンは宝石店の隣にある骨董屋の女主人フランソワーズに一目惚れする。そして彼女が欲しがっていたルイ16世のテーブルを手に入れ、彼女の店に持ち込むことで彼女に近づいたシモンは、ますます彼女に惹かれて行く。一方のフランソワーズも身近にいる男たちとは違うシモンに徐々に惹かれて行き、遂に2人は結ばれる。しかし、翌朝、強盗計画の決行日を迎えたシモンはフランソワーズに別れを告げる。
計画通りにシャルロが宝石などを持ち出すことに成功するものの、最後の最後でシモンが宝石店からの脱出に失敗して呆気なく捕まってしまう。シモンが連行される姿をフランソワーズは驚きをもって見送る。その後、フランソワーズは収監されたシモンに面会して社会の動きを伝えるなどして、6年が過ぎる。
シモンはシャルロから金を受け取ると、南米に発とうとするが、その直前になってフランソワーズに電話する。そのころフランソワーズは新しい恋人とベッドの中にいたが、シモンの予想に反し、すぐに会いに来て欲しいと言う。フランソワーズは慌てて部屋を片付ける。しばらくしてシモンがやって来る。フランソワーズはシモンを強く抱きしめ、温かく迎え入れる。ところが、シモンの様子から全てを察したフランソワーズは「死なないため。これが私の待ち方」と告げる。そんな彼女をじっと見つめるシモンは「新年おめでとう。コーヒーを」とだけ言うと、苦笑いを浮かべて目を伏せる。

## キャスト
- シモン: リノ・ヴァンチュラ - ヤクザもの。
- フランソワーズ: フランソワーズ・ファビアン（フランス語版） - 骨董品店の女主人。
- シャルロ: シャルル・ジェラール（フランス語版） - シモンの相棒。
- 宝石商: アンドレ・ファルコン（フランス語版） - ヴァンクリーフ宝石店支店長。
- ミレイユ・マチュー: 本人 - 歌手。
- フェリックス夫人: リロ（フランス語版） - ルイ16世のテーブルの所有者。
- クロード: クロード・マン（フランス語版） - フランソワーズの友人のインテリ。
- アンリ: フレデリック・ド・パスカル（フランス語版） - フランソワーズの新しいパリの恋人。
- 刑務所長: ジェラール・シール（フランス語版）
- イタリア人の恋人: シルヴァーノ・トランクィリ（フランス語版） - フランソワーズの恋人。
- ミシェル・バルビエ: エリ・シュラキ[3] - シモンの同房者。パンで作った偽の銃で脱獄。

## 作品の評価
Rotten Tomatoesによれば、8件の評論のうち高評価は50%にあたる4件で、平均点は10点満点中4.55点となっている。